# نائومی مگروز
نائومی مگروز (انگلیسی: Naomi Mégroz؛ زادهٔ ۶ اوت ۱۹۹۸) بازیکن فوتبال اهل سوئیس است.
از باشگاه‌هایی که در آن بازی کرده‌است می‌توان به باشگاه فوتبال زنان فرایبورگ اشاره کرد.
وی همچنین در تیم ملی فوتبال زنان سوئیس بازی کرده‌است.